# جوزيف تشابيك

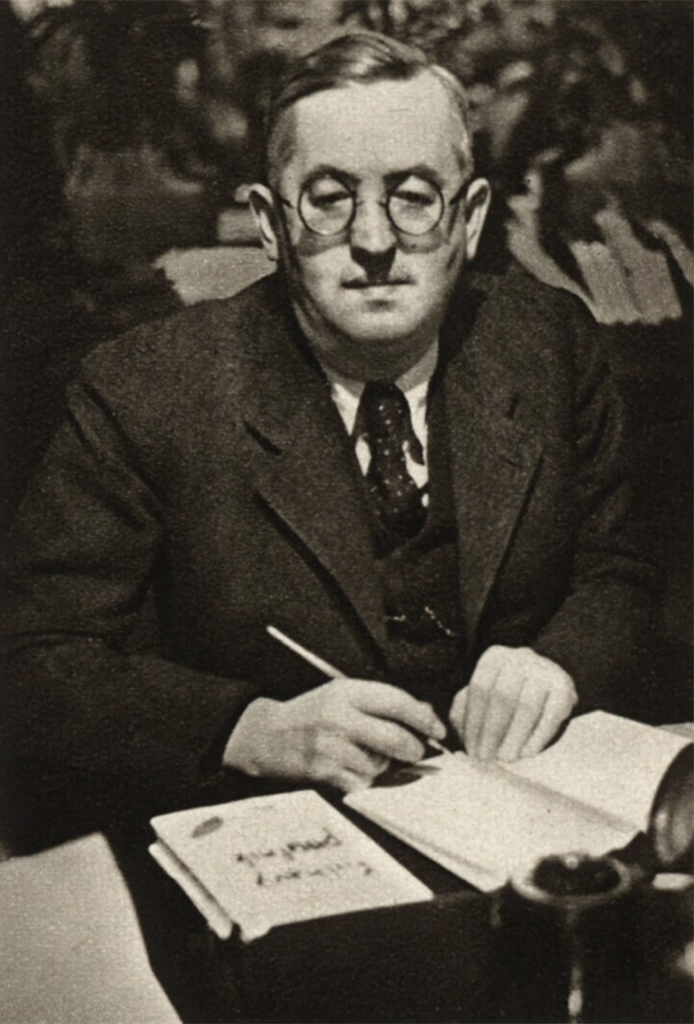

جوزيف تشابيك (1887 مارس 23 – 1945 أبريل) كان فنانا تشيكا اشتهر بكونه رساما، كما وعرف بكونه كاتبا وشاعرا، وهو شقيق الكاتب كاريل تشابيك، ويعزى إليه اختراع كلمة «روبوت» التي أدخلها شقيقه كاريل إلى اللغة الحديثة في واحدة من رواياته.

## حياته الفنية والأدبية
ولد تشابيك عام 1887 في بلدة هرينوفا في مقاطعة بوهيميا في النمسا-المجر (في الجمهورية التشيكية اليوم). بدأ حياته الفنية رساماً من مدرسة الفن التكعيبيي، ولكنه طور لاحقا أسلوبه الخاص. تعاون مع أخيه كاريل على كتابة عدد من المسرحيات والقصص القصيرة، كما كتب بمفردة مسرحية «أرض متعددة الأسماء» الطوباوية، وعدد من الروايات، بالإضافة إلى مقالات نقدية تحدث فيها عن فن اللاوعي للأطفال، و«الهمج»، وإليه نسب أخوه اختراع مصطلح روبوت. عمل رساماً لجريدة ليدوفي نوفيني (بالتشيكية: Lidové Noviny)‏ التي كانت تصدر في براغ. شارك عام 1917 في تأسيس مجموعة الرسامين «العنيدون» (بالتشيكية: Tvrdošíjní). ربطته صداقة بالكاتب فلاديسلاف فانتشورا وقدم الصور لكتابه «صيف مرح» (بالتشيكية: Rozmarné leto) الذي صدر عام 1926 ولاقى رواجا واسعا.
تعد قصصه المصورة «مغامرات بيسكوفي وكوتشتشسي» (بالتشيكية: Povídání o Pejskovi a Kočičce)‏ من كلاسيكيات أدب الأطفال في جمهورية التشيك.

## سجنه ووفاته
اعتقل عقب الغزو الألماني لتشيكوسلوفاكيا في عام 1939 بسبب موقفه المناهض للنازية ولأدولف هتلر، وسجن في معسكر اعتقال بيرغن-بيلسن، وكتب هناك عددا من القصائد، وتوفي هناك في عام 1945.
بعد الحرب، توجه السياسي التشيكوسلوفاكي رودلف مارجوليوس إلى برفقة يارميلا زوجة تشابيك إلى بيرغن-بيلسن للبحث عنه، ولكن لم يعثر على رفاته. وفي عام 1948 أقرت المحكمة 30 أبريل 1947 تاريخاً رسمياً لوفاته.

## من أعماله الأدبية
ليلو (بالتشيكية: Leilo)‏، 1917
صور من حياة الحشرات (بالتشيكية: Ze života hmyzu)‏، بالاشتراك مع كاريل تشابيك 1921
آدم الخالق (بالتشيكية: Adam Stvořitel)‏، بالاشتراك مع كاريل تشابيك
داشينكا - حياة جرو (بالتشيكية: Dášeňka, čili život štěněte)‏، بالاشتراك مع كاريل تشابيك
مغامرات بيسكوفي وكوتشتشسي" (بالتشيكية: Povídání o Pejskovi a Kočičce)‏، قصص أطفال مصورة، 1929
ظل السرخس (بالتشيكية: Stín kapradiny)‏، رواية، 1930
الحاجّ الأعرج (بالتشيكية: Kulhavý poutník)‏، مقالات، 1930
أرض متعددة الأسماء
قصائد من معسكر الاعتقال (بالتشيكية: Básně z koncentračního tabora)‏، نشرت بعد وفاته، 1946

## لوحات

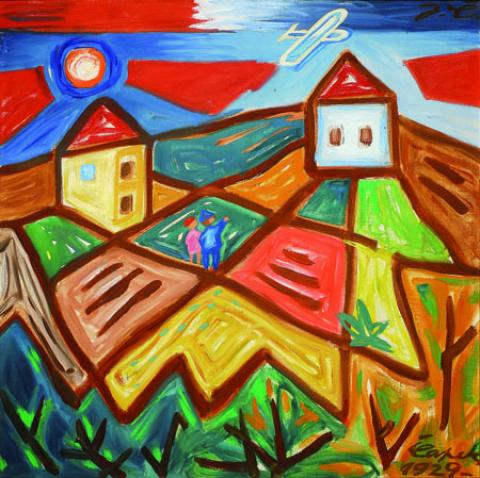
Letadlo (Aeroplane)
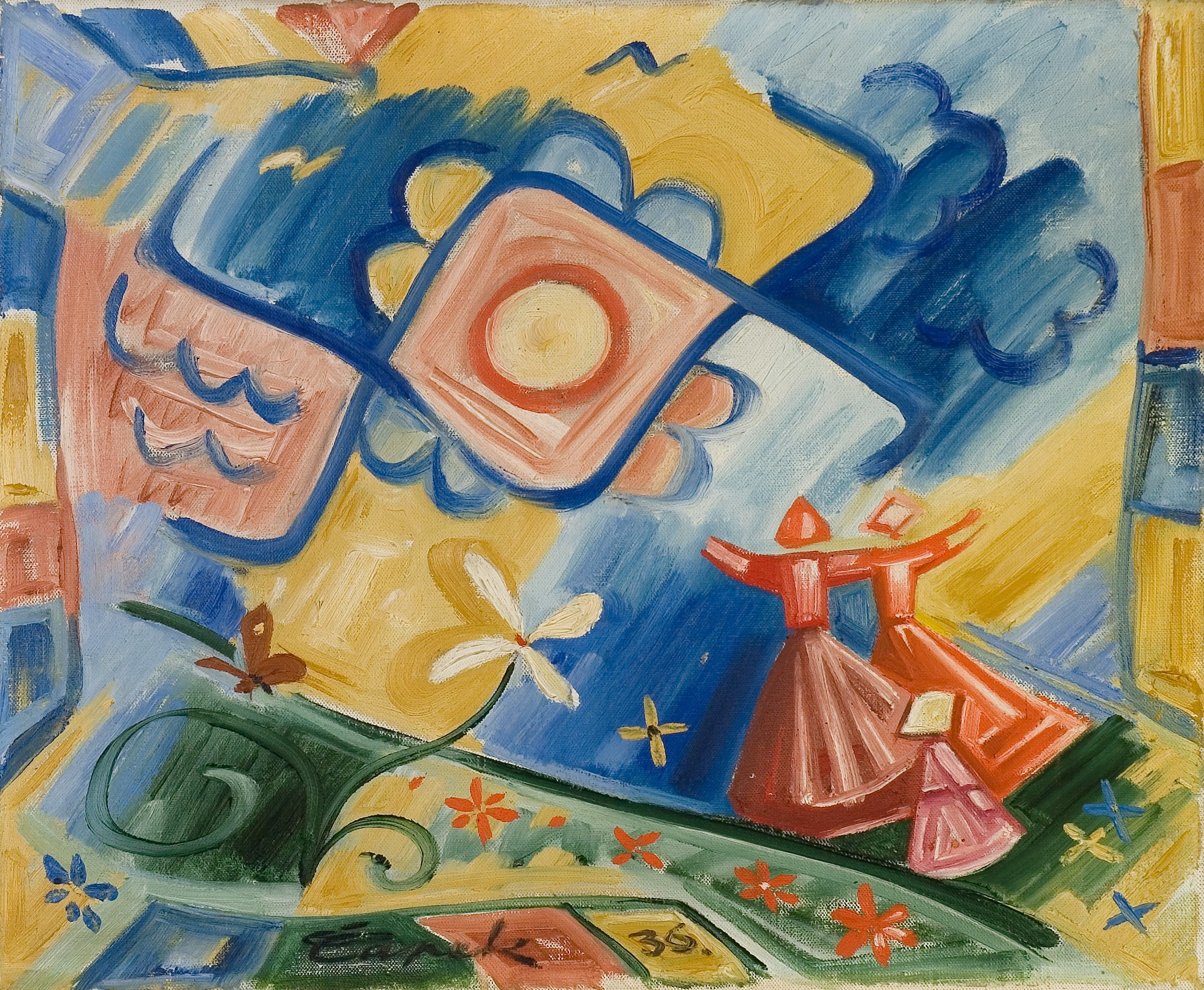
Zpívající děvčata (Singing girls)
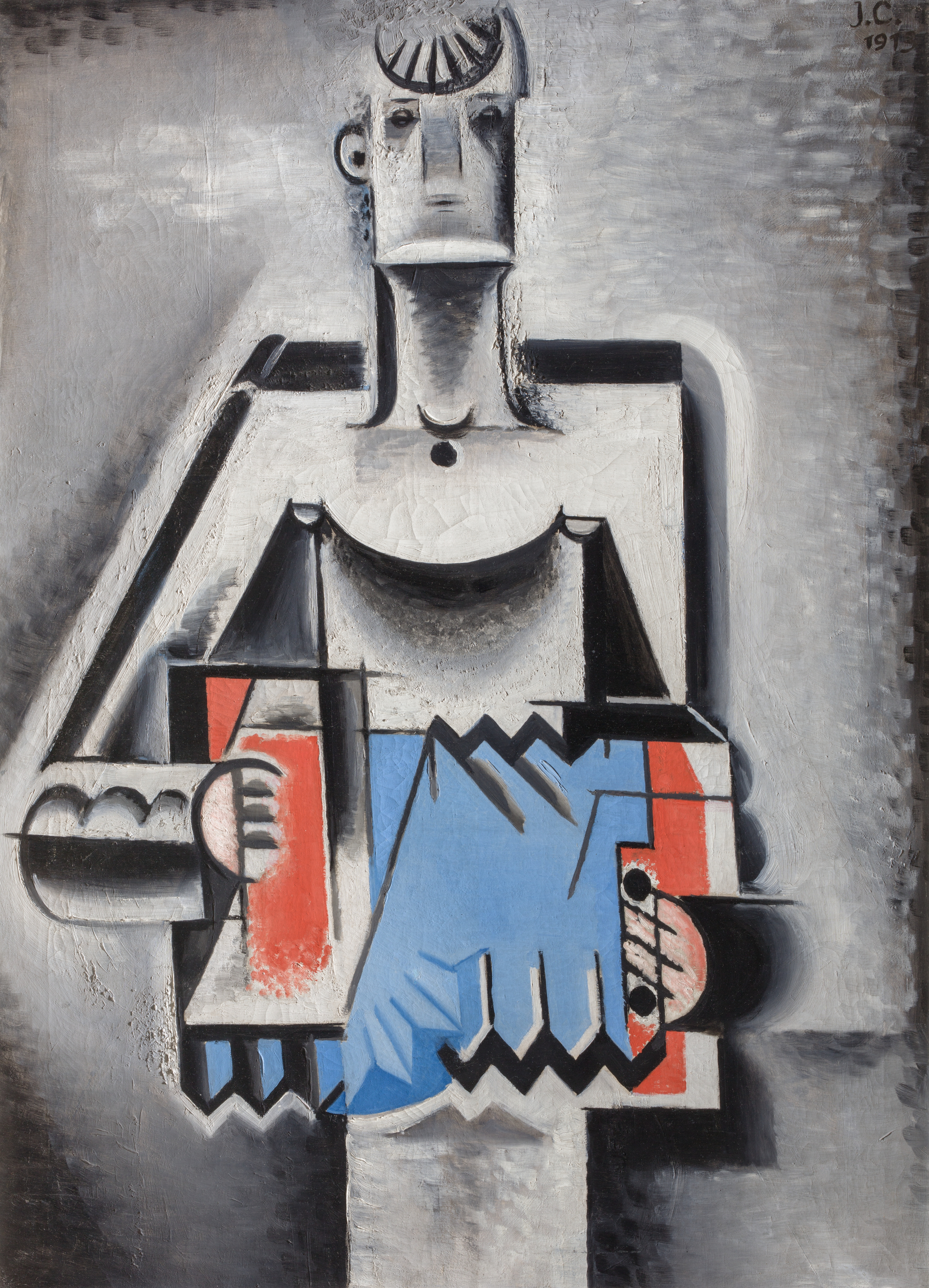
Harmonikář (Harmonist)
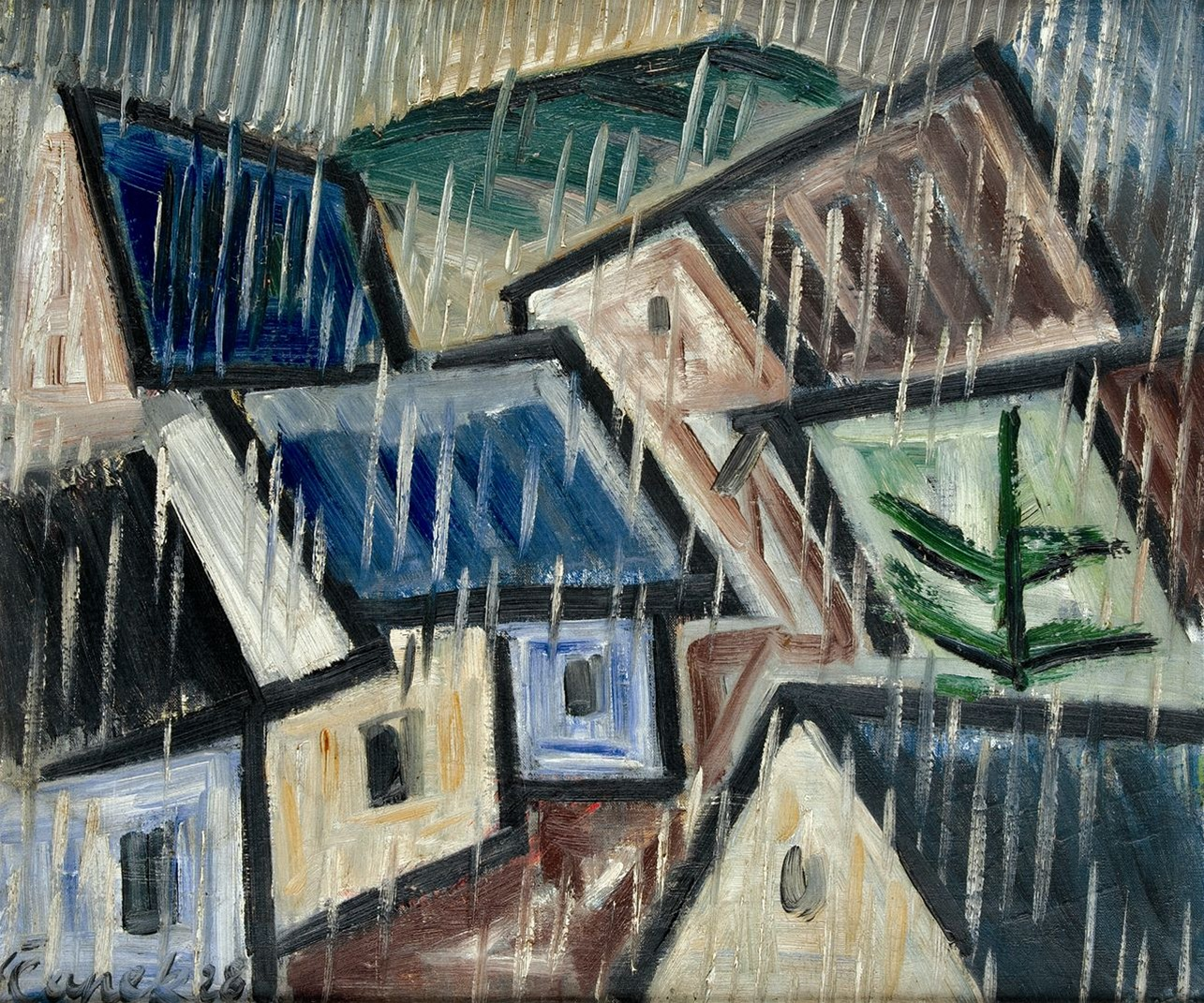
Krajina v dešti (Landscape in the rain)
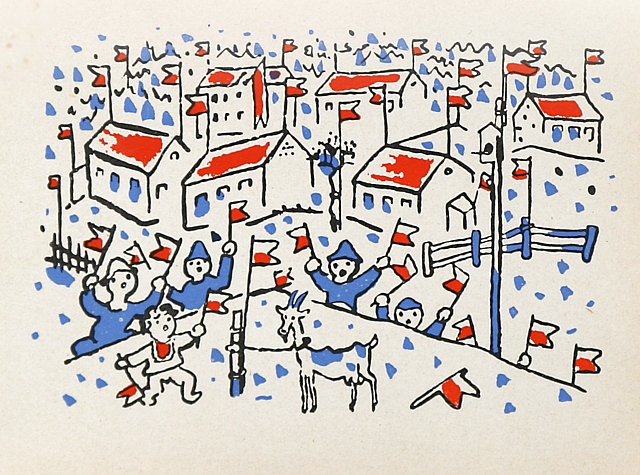
Kluci s kozou (Guys with a goat)
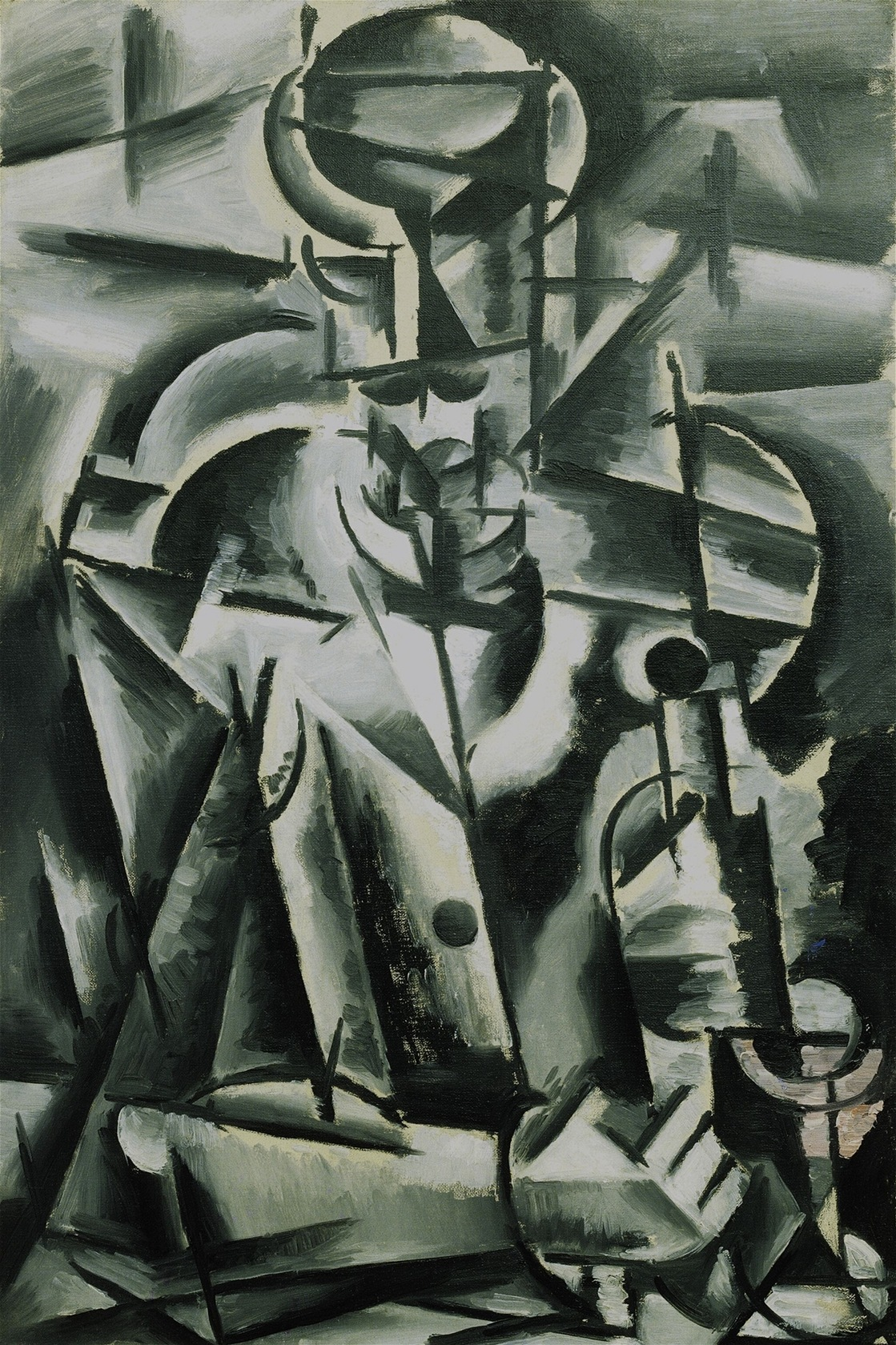
Piják (Blotter)
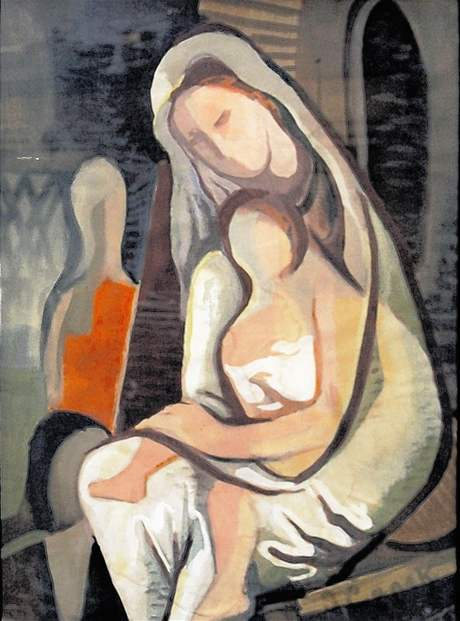
Matka s dětmi (Mother with children)
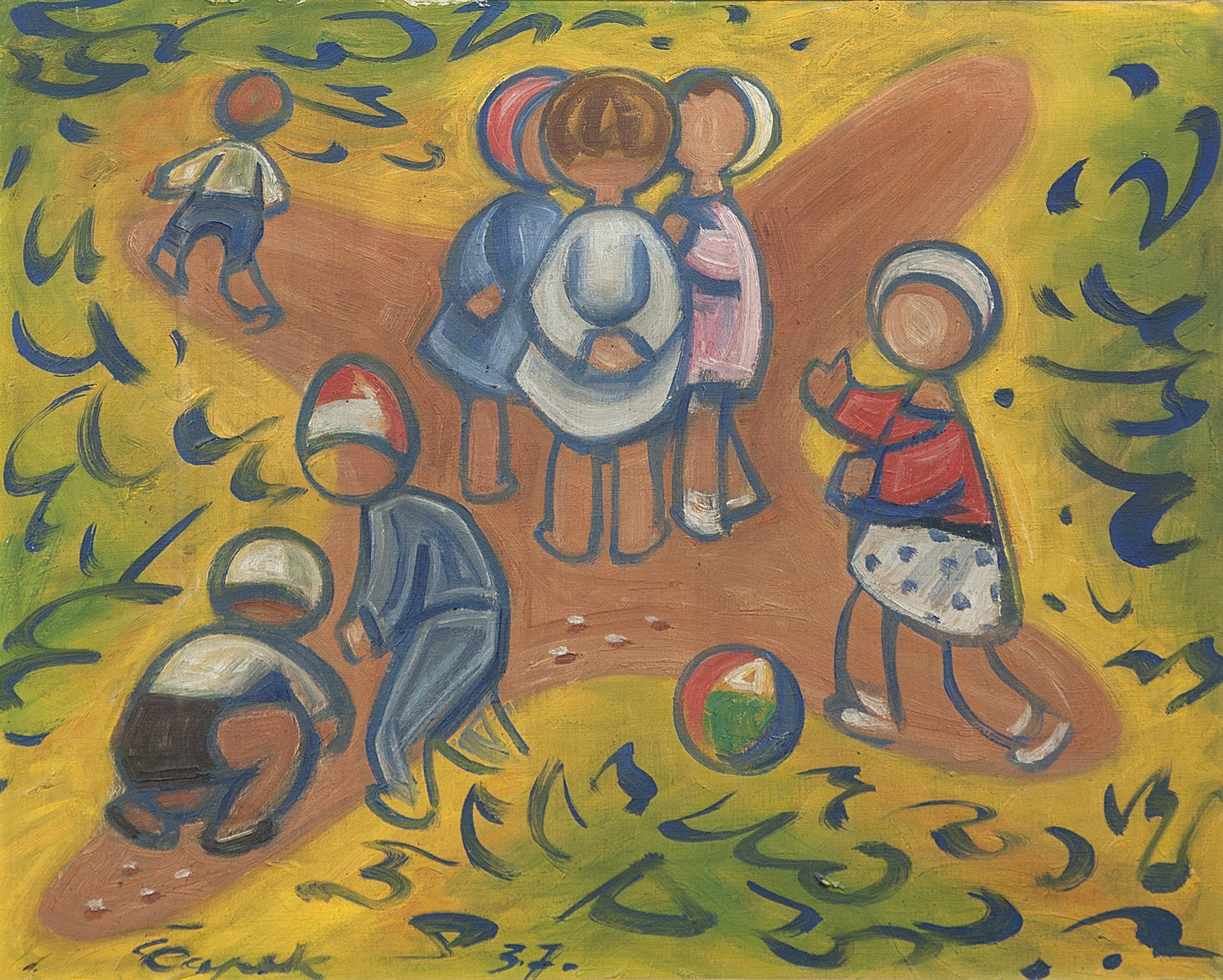
Hra (Game)
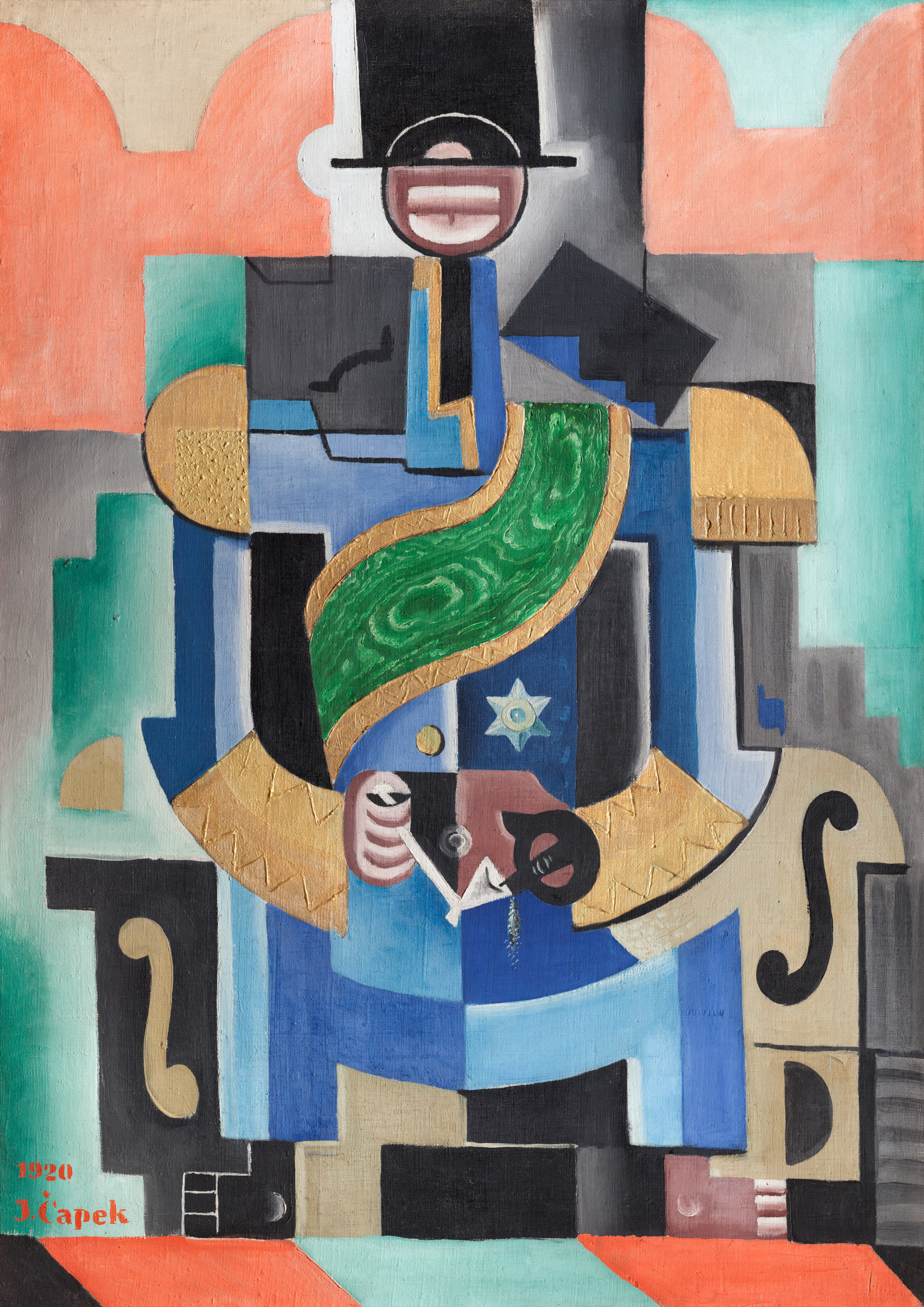
African King
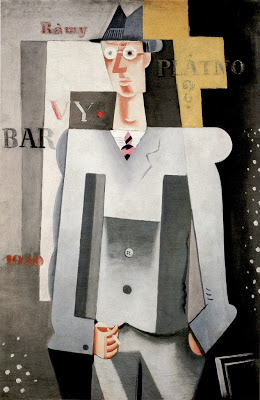
Autoportrét (Self-portrait)